# Ștefan Kiss
Ștefan Kiss (n. 25 septembrie 1920, Blaj – d. 1993, București) a fost un demnitar comunist român de origine maghiară. Ștefan Kiss a fost membru de partid din 1945. 

## Studii
- Liceul la Târnăveni și Blaj;
- Curs de perfecționare pentru P.T.T. la Budapesta;
- Academia Agricolă, curs fără frecvență (1942–1944);
- Academia Comercială;
- Facultatea de Fizică-Matematică;
- Facultatea de Chimie Industrială;
- Școala Superioară de Partid „Ștefan Gheorghiu“.

## Distincții
- Ordinul Muncii clasa a II-a (18 august 1964) „pentru merite deosebite în opera de construire a socialismului, cu prilejul celei de a XX-a aniversări a eliberării patriei”[2]